# Lukovit Point
Der Lukovit Point (englisch; bulgarisch нос Луковит nos Lukowit; im Vereinigten Königreich Hathway Point) ist eine Landspitze an der Nordküste der Livingston-Insel im Archipel der Südlichen Shetlandinseln. Sie liegt 2,74 km westsüdwestlich des Siddons Point und 5,6 km östlich des Kuklen Point am Ufer der Hero Bay.
Bulgarische Wissenschaftler kartierten sie 2008. Die bulgarische Kommission für Antarktische Geographische Namen benannte sie im selben Jahr nach der Stadt Lukowit im Norden Bulgariens. Das UK Antarctic Place-Names Committee benannte sie dagegen 2019 nach dem britischen Geologen Ben Hathway vom British Antarctic Survey, der von 1993 bis 1994 auf der Byers-Halbinsel und am Kap Shirreff tätig war und eine geologische Karte der Byers-Halbinsel erstellte.